# Universitat Visva-Bharati
La Universitat Visva-Bharati (bengalí: [biʃːɔbʱaroti]) és una universitat central pública localitzada en Santiniketan, Bengala Occidental, Índia. Fou fundada per Rabindranath Tagore, qui la va anomenar Visva-Bharati, que significa la comunió del món amb Índia. Poc després de la independència, l'any 1951, la institució va rebre l'estatus d'una universitat i va ser rebatejada com a Universitat Visva-Bharati.

## Generalitats
El diari The Hindu escriu, "Santiniketan és, per molts motius, bastant diferent en comparació a altres universitats del país. Localitzada a Bolpur, en el districte de Birbhum de Bengala Occidental,, la universitat encara té l'ambient rural que Tagore havia somiat. Les classes encara s'imparteixen a l'aire lliure, sota l'ombra d'enormes mangos, i els estudiants i els tutors continuen desplaçant-se en bicicleta per reduir la contaminació a la badia. Els edificis vells, fins i tot els que foren fets de parets de fang i sostres de palla, estan intactes i tenen un lloc al campus principal. Mentre que alguns són conservats pel seu valor històric, altres són plenament funcionals. Mentre que, per als turistes, el lloc només valdria la pena com a paisatge i punt d'interès, és fàcil que els estudiosos i els acadèmics sentin les vibracions escolàstiques. Molts, especialment els bengalís, senten un respecte profund pel lloc i interpreten la seva visita com un pelegrinatge per mostrar els seus respectes a Tagore. Gairebé tots els festivals, ja sigui el ‘Poush mela' local o el més universal ‘Raksha Bandhan' o ‘Holi', és celebrat en la seva originalitat pels estudiants, gent local i personal del campus... Tagore va visualitzar-la com a ‘lloc d'aprenentatge', i la seva visió va ser promoguda per Gandhiji i Jawaharlal Nehru. Tots dos van jugar una funció molt important en el procés d'esdevenir una Universitat Central l'any 1951."

## Història

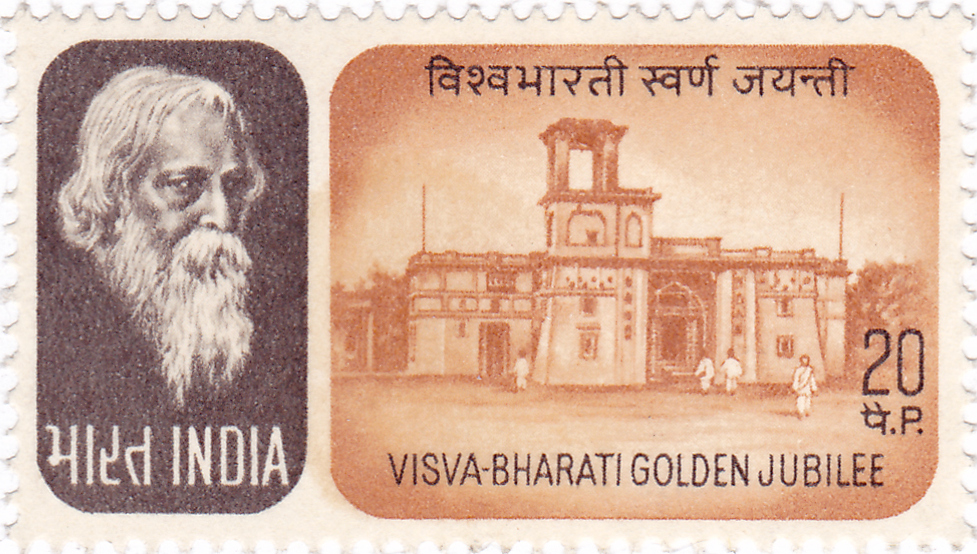
Un segell de 1971 dedicat al 50è aniversari de la Universitat Visva-Bharati, amb Rabindranath Tagore i un edifici universitari

Els orígens d'aquesta universitària es remunten a 1863, quan Debendranath Tagore va rebre un tros de terra de mans del zamindar de Raipur, i va instal·lar un àixram al lloc que ara es coneix com a chatim tala al cor de la ciutat. L'àixram es coneixia inicialment com Brahmacharya Ashram, que més tard fou reanomenat com Brahmacharya Vidyalaya. Es va establir amb l'objectiu d'animar persones de qualsevol llinatge a venir al lloc i meditar. L'any 1901 el seu fill més jove Rabindranath Tagore va establir una escola co-educativa dins del recinte de l'àixram.
A partir de 1901, Tagore va utilitzar l'àixram per organitzar el Hindu Mela, que aviat va esdevenir un centre d'activitat nacionalista. Durant el principi del segle xx, els zamindars de Surul (família Sarkar), un altre poble veí, a uns quants minuts en bicicleta del complex Uttarayan, i el zamindars de Taltore, un poble al nord de la ciutat universitària, va continuar venent les seves terres i altres propietats a l'àixram i a la universitat que s'estava construint en aquest emplaçament. El barri sencer de Purbapalli pertanyia als anteriors zamindars de Taltore.

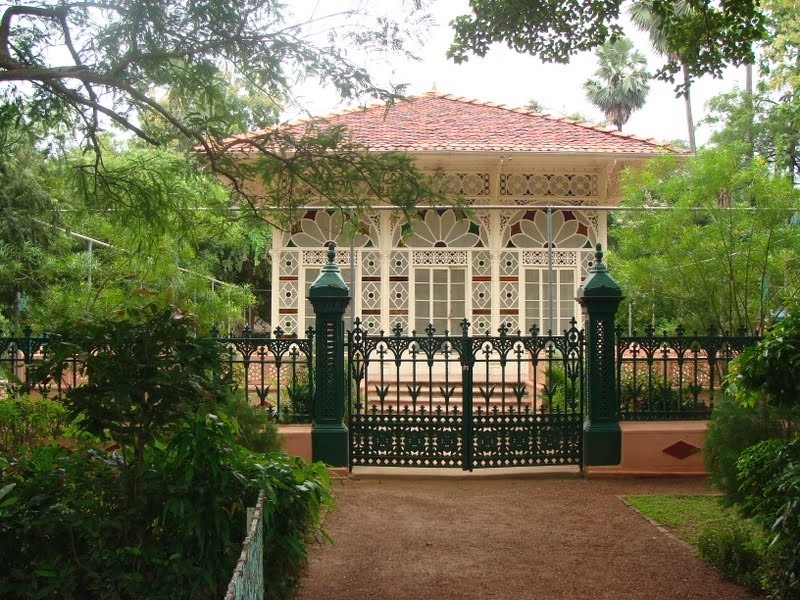
Upasana Griha, sala d'oració, construïda per Debendranath Tagore l'any 1863, Santiniketan

Rabindranath Tagore creia en una educació a l'aire lliure, i tenia les seves reserves sobre qualsevol ensenyament fet entre quatre parets. Això era a causa de la seva creença de què les parets representen el condicionament de la ment. Tagore no tenia una bona opinió sobre el mètode educatiu occidental introduït pels britànics en l'Índia; sobre aquest tema, les opinions de Tagore i Gandhiji coincidien. Tagore va dir un cop: "no recordo el que em van ensenyar, només recordo què vaig aprendre." La idea de Tagore sobre l'educació era que cada persona és un geni i que tots els estudiants no poden florir alhora; de tal manera que dissenyar un sistema nou d'aprenentatge a Visva-Bharati. Va permetre que estudiants continuessin el seu curs fins que tant l'estudiant com el seu mestre estiguessin satisfets.
A la Universitat Visva-Bharati, si un curs demanat per un estudiant no està disponible, llavors la universitat dissenyarà un curs i portarà mestres per a aquell curs. La universitat no estaria preocupada per la consideració de si hi ha una demanda pel curs.

## Administració
L'equip directiu de la universitat inclouen el paridarshaka (visitant), acharya (canceller), i l'upacharya (vice-canceller). El paridarshaka d'aquesta universitat és el president de l'Índia, mentre l'acharya és el primer ministre. La universitat està gestionada pel seu Karma Samity (Consell Executiu), que està presidir per l'acharya. Els instituts i els departaments estan localitzats a Santiniketan i a Sriniketan.

## Admissió
La Universitat Visva-Bharati ofereix diversos cursos en estudis superiors com pre-grau (nivell 10+2), llicenciatures, postgraduats, doctorats, etc. Per tal de poder entrar en aquesta universitat, cal que tot estudiant segueixi el procés de manera correcta. Es poden enviar sol·licituds d'entrada en línia.

## Estructura
La universitat està estructurada en instituts, centres, departaments i escoles. Els departaments respectius estan inclosos en els instituts. Els programes de la universitat que tracten el seu ric patrimoni cultural, així com educació en art i dansa, estan finançats pel Departament de Ciència i Tecnologia del Govern de l'Índia.

### Instituts i centres

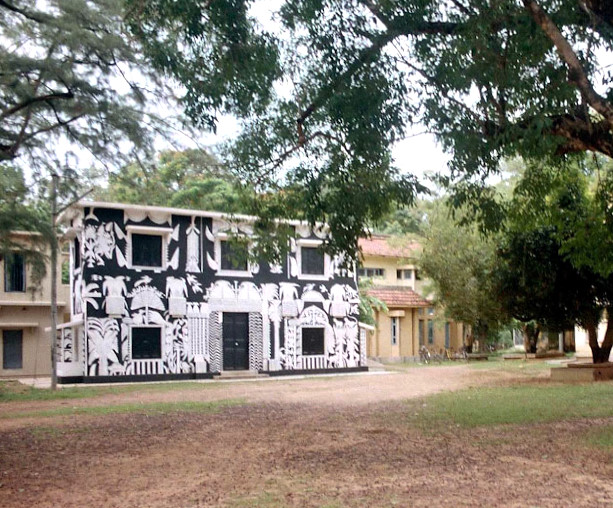
Kala Bhavan, Santiniketan

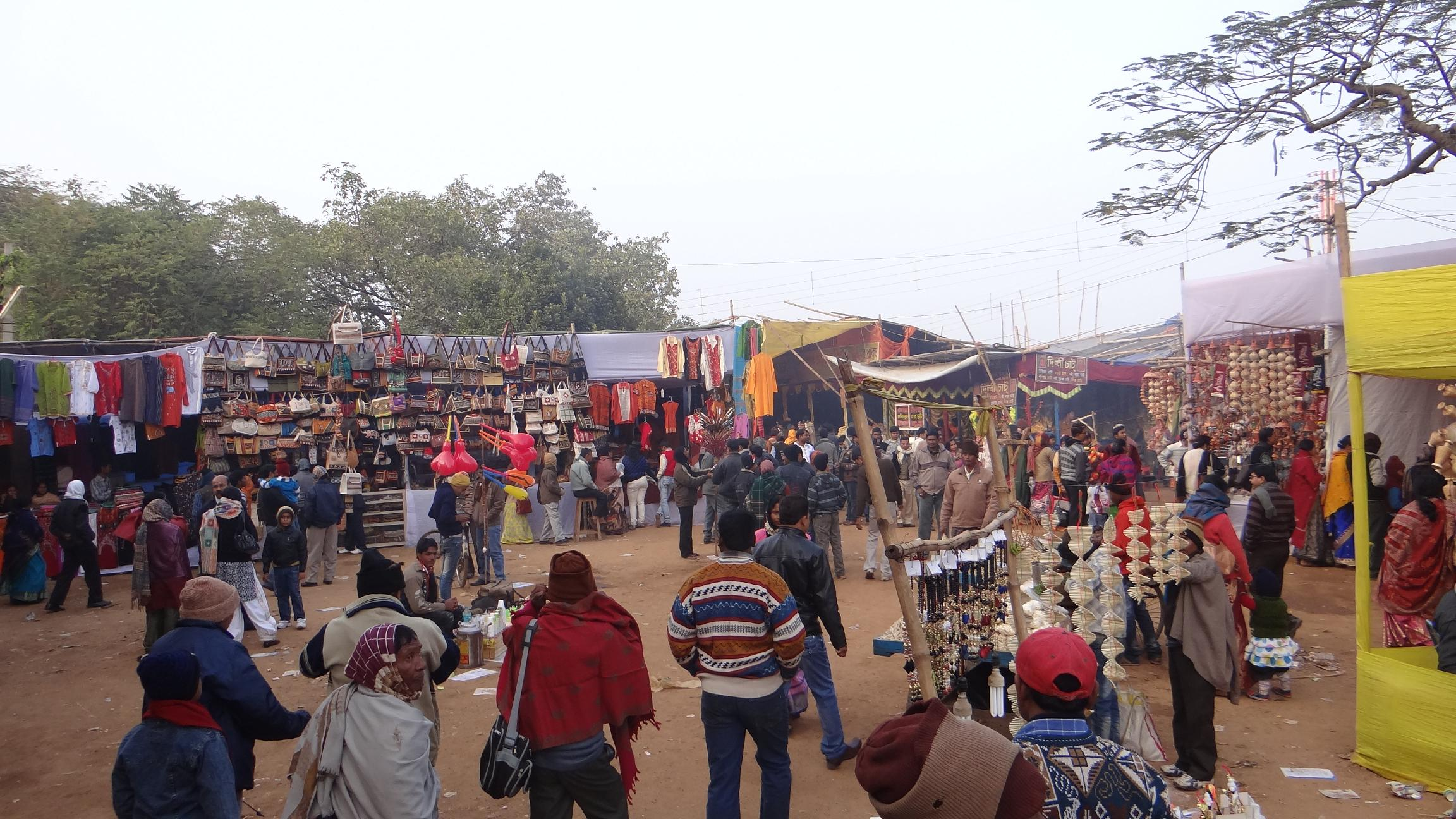
Poush Mela Basar, 2012

- Rabindra Bhavana (Institut d'Estudis i Recerca sobre Tagore) es va fundar, immediatament després de la mort del poeta, el juliol de 1942. És el punt focal de la universitat. Té entre els seus tresors una part important dels manuscrits de Tagore, correspondències, pintures i croquis. Alberga un museu, arxius, biblioteca, unitat àudiovisual i unitat de conservació. El museu de l'edifici Vichitra està obert al públic en hores acordades, i està en contínua expansió.[2]
- Cheena Bhavana (Institut de Cultura i Llengua xinesa) fou fundat l'abril de 1937 segons la visió Tagore. Va convidar Tan Yun-Shan per servir com el primer president de Cheena Bhavana. Becaris internacionals com Jan Yun-hua han treballat al Cheena Bhavana en uns temes que varien des dels estudis sino-indis fins al budisme i la filosofia xinesa.[3]
- Hindi Bhavana: la primera pedra fou col·locada per C.F. Andrews i Kshitimohan Sen i l'incansable trajecte professionar de Pandit Banarasidas Chaturvedi va donar el seu fruit amb la conclusió de l'edifici Hindi-Bhavana el 31 de gener de 1939.[4] El Hindi Bhavana fou inaugurat per Jawaharlal Nehru el febrer de 1939.[5] Hazari Prasad Dwivedi va ajudar econòmicament en la construcció del Hindi Bhavana i fou el seu rector durant molts anys.[6]
- Nippon Bhavana: fou inaugurat formalment per K.R.Narayanan, llavors vicepresident de l'Índia, el 3 de febrer de 1994.[7] L'any 1954 es van iniciar un curs de certificat de 2 anys i una diplomatura d'1 any. Fou la primera universitat de l'Índia en organitzar cursos de llengua japonesa. En les etapes inicials s'ensenyaven llengua i budisme japonesos en el departament.[8] A data de 2019, el Departament d'Estudis japonesos que depèn de Bhasha-Bhavana està localitzar al Nippon Bhavana. Té una biblioteca pròpia que consisteix en llibres, majoritàriament en japonès, però també en anglès i altres llengües. L'objectiu del Bhavana és construir un centre de recerca.[9]
- Bangladesh Bhavana fou inaugurat conjuntament per Narendra Modi, Primer ministre d'Índia, i Sheikh Hasina, Primer ministre de Bangladesh, el 25 de maig de 2018. Finançat pel govern de Bangladesh, té un auditori de 450 seients, el més gran de la universitat. Alberga un museu i una biblioteca, i està dividit en quatre zones: Zona I: Bengala no dividida, Zona II: fases del moviment de llengua, Zona III: Guerra d'Alliberament de Bangladesh, i Zona IV: Rabindranath Tagore a Bangladesh.[10][11][12]
- Kala Bhavana (Institut de Belles Arts) és un centre distingit per a la pràctica de l'Art Visual i la recerca en Índia. Aquest institut va donar forma a la cultura el modernisme específic iniciat per Rabindranath Tagore i portat endavant pel compromís i la saviesa de Nandalal Bose, Benode Behari Mukherjee, Ramkinkar Baij. Posteriorment ha estat remodelada per a pràctiques d'art contemporani.[13]
- Sangit Bhavana (Institut de Ball, Teatre i Música), establert l'any 1933.[14]
- Siksha Bhavana (Institut de Ciència) comprèn onze constituents: deu departaments (biotecnologia, botànica, química, ciències de la computació, estudis mediambientals, educació de ciència integrada i recerca, matemàtiques, física, estadística i zoologia) i un centre (Educació de Matemàtiques) on s'ofereixen programes d'ensenyament i de recerca per a la consecució dels títols de B.Sc.(Hons.), M.Sc., Integrated M.Sc. I Ph.D.[15] Ofereix cursos B.Sc. (Hons) i M.Sc.[16][17]
- Vidya Bhavana (Institut d'Humanitats i Ciències Socials) és la clau en el concepte que tenia Tagore sobre Visva-Bharati com a Centre de Cultura índia. Ofereix cursos de llicenciatura i doctorat, i té instal·lacions de recerca. Ofereix cursos en història de l'Antiga Índia, cultura i archeologi, història medieval i moderna, religió comparativa, filosofia, i economia i política. Alberga el centre per periodisme i comunicació. S'hi ofereix un curs integrat sobre cultura índia i civilització als estudiants estrangers. Té un Museu Arqueològic ben equipat.[18] Vidya Bhavana ofereix cursos de certificat en àrab, assamès, bengalí, xinès, francès, alemany, hindi, italià, japonès, marathi, oriya, pali, persa, rus, sànscrit, santali, tàmil, tibetà i urdu.[19]
- El Centre de Llengües europees Modernes, Literatura i Estudis de Cultura fou establert l'any 2014 per promoure una comprensió de la civilització europea i el seu impacte divers en el món. Ofereix certificats, diplomes i cursos universitaris en francès, alemany, italià i rus.[20]
- Bhasa Bhavana (Institut de Llengües, Literatura i Cultura) alberga departaments de llengua anglesa, departaments de llengües índies (sànscrit, hindi, bengalí, oriya, marathi, santali) i departaments de llengües estrangeres (xinès, japonès, indo-tibetà, àrab, persa). Hi ha cursos de llicenciatura i postgraduat.[21]
- Vinaya Bhavana (Institut d'Educació) fou establert l'any 1948 per entrenar en l'art i música, i posteriorment es va convertir de ple dret en una Universitat d'Educació per a Professors l'any 1951. Ofereix cursos en educació i educació física.[22]
- Palli Siksha Bhavana (Institut de Ciència Agrícola) a Sriniketan imparteix educació en Ciències Agrícoles. Ofereix cursos de quatre anys (vuit semestres), i cursos de dos anys cursos sobre agronomia, protecció de les plantes, extensions agrícoles, ciències de la terra i horticultura, i química agrícola. Hi ha instal·lacions per a la investigació dirigida al doctorat. També ofereix activitats d'extensió. Fou fundat l'1 de setembre de 1963 com a Palli- Siksha Sadana i reanomenat com a Palli Siksha Bhavana l'any 1983.[23]
- Palli Samgathana Vibhaga (Institut de Reconsrucció Rural) fou fundat a Sriniketan l'any 1922 amb l'objectiu de portar vida als pobles, fent-los autosuficients i respectuosos amb si mateixos, coneixedors de la tradició cultural del seu propi país i amb l'habilitat de fer un ús eficaç dels recursos moderns per a la millora de les seves condicions físiques, intel·lectuals i econòmiques. Leonard Cavaller Elmhirst fou seu primer Director. Aquest Institut té quatre departaments: Centre d'Extensió Rural, Palli Charcha Kendra (un departament d'ensenyament creat el 1977), Departament de Treball Social (un departament d'ensenyament creat el 1963 i que ofereix graus de Treball Social a nivells de llicenciatura, postgraduat i doctorat) i Silpa Sadan (un Centre d'Oficis Rurals, Tecnologia i Disseny).[24]

#### Escoles
- Patha Bhavana: No és només l'escola més vella de la universitat, sinó que també és la institució més vella sobre la qual es va construir la universitat. És l'escola universitària de Santiniketan. Inicialment anomenada Ashram Vidyalaya, més endavant fou rebatejada com Santiniketan Vidyalaya. Fou fundada per Tagore l'any 1901. Les característiques distintives d'aquesta escola co-educacional inclouen les seves aules a l'aire lliure, i l'èmfasi en l'aprenentatge oriental. Els primers estudiants de l'escola van ser el fill de Tagore, Rathindranath Tagore, el primer upacharya de la universitat i Sudhi Ranjan Das, un cap de justícia d'Índia. El futur premi Nobel d'Economia Amartya Sen es va graduar en aquesta escola. Supriyo Tagore, un besnet de Satyendranath Tagore, el germà més gran del poeta, fou un dels rectors més coneguts i amb una trajectòria professional més llarga. Els eminents historiadors Tapan Raychaudhuri i Ashin Dasgupta han assistit a cursos en aquesta escola.
- Mrinalini Ananda Pathsala: fundada el 1954, pren el nom de l'esposa de Rabindranath Tagore, Mrinalini Devi. És una escola preparatòria per a Patha Bhavana. Està situada a Notun Bari i Dehali.
- Santosh Pathsala: creada el 1988, és una guarderia que pren el nom de Santosh Chandra Majumdar. És una escola preparatòria per a Siksha Satra.
- Siksha Satra: creada el 1924. Es va traslladar a Sriniketan l'any 1927. Els estudiants són dels pobles veïns.
- Uttar Shiksha Sadana: aquesta escola va iniciar el seu recorregut el 1976.

### Classificació
El National Institutional Ranking Framework (NIRF) va classificar la Universitat Visva-Bharati com la 48a en general dins Índia i la 31a entre les universitats de l'Índia. ["National Institutional Ranking Framework 2018 (Overall)". National Institutional Ranking Framework. Ministry of Human Resource Development. 2018.]

## Biblioteca
La biblioteca de Visva-Bharati es va crear el 1901, en l'època en què Rabindranath Tagore va fundar el Brahmacharya Asrama a Santiniketan. El sistema de biblioteques de Visva-Bharati té una Biblioteca Central, 12 bilbioteques sectorials associades amb Cheena-Bhavana, Siksha-Bhavana, Patha-Bhavana, Darshan Sadan, Hindi-Bhavana, Sangit-Bhavana, Palli Sangathan Vibhaga, Vinaya-Bhavana, Rabindra-Bhavana, Palli Siksha Bhavana, Kala-Bhavana i Siksha-Satra. A més, prop de 30 biblioteques de seminari operen subjectes a departaments diferents.

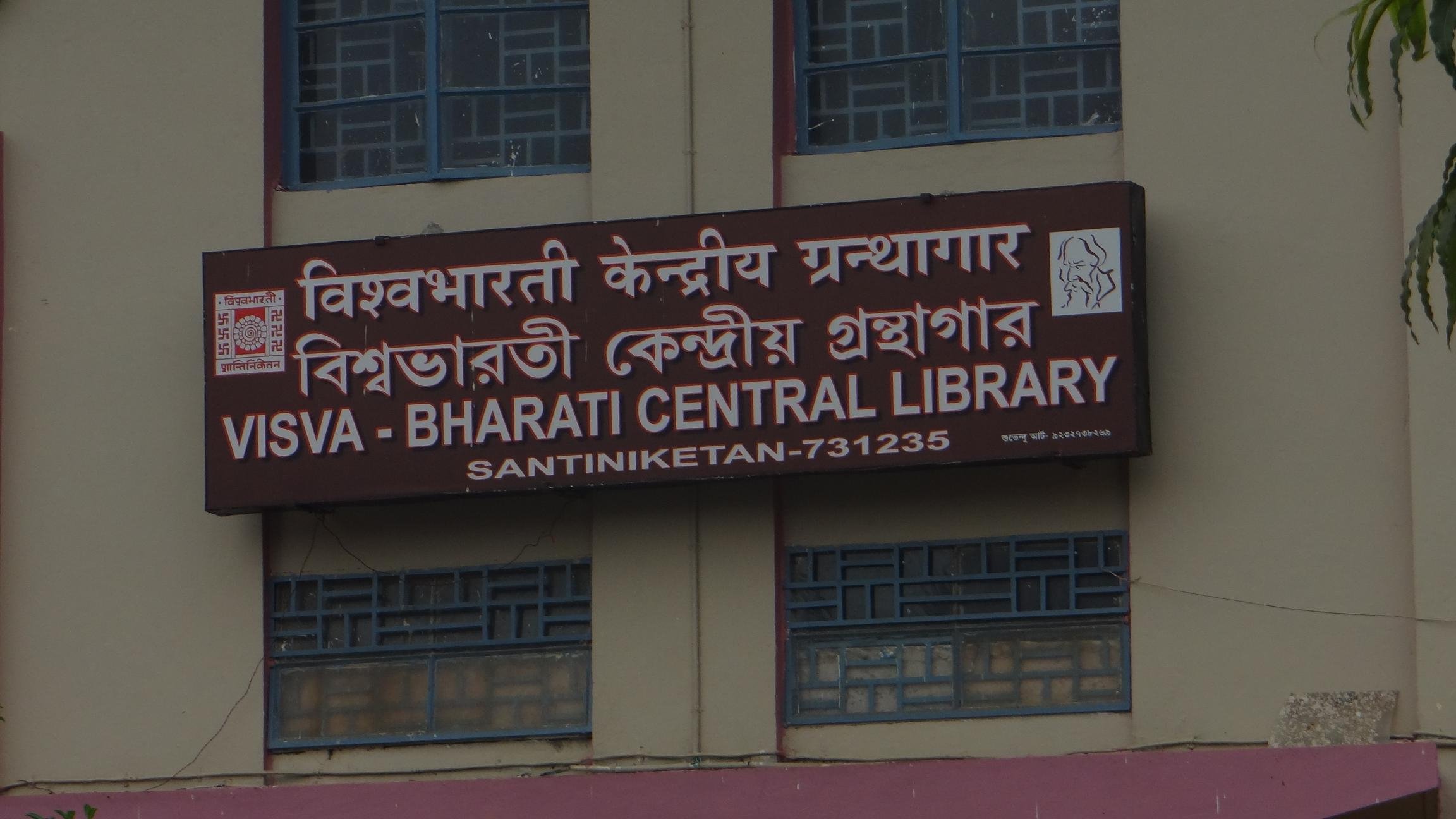
Biblioteca central de Visva-Bharati

La bilbioteca de Visva-Bharati conté documents vells i rars, els quals inclouen llibres en múltiples idiomes i sobre disciplines diverses, informes, manuscrits, etc. La biblioteca també té un número de col·leccions importants; cal esmentarles col·leccions de Rabindranath Tagore i Prabodh Chandra.

## Centres associats
La universitat té dos centres associats: Ratan Palli (dit així per l'eminent industrial i descendent de la família Tata, Sir Ratan Tata) i Purba Palli.